# Брандвейк
Брандвейк (нід. Brandwijk) — село в нідерландській провінції Південна Голландія. Входить до муніципалітету Моленланден.
Його площа становить 12,3 км².
До 1986 року мало статус окремого муніципалітету.